# 말뫼 FF
말뫼 FF(스웨덴어: Malmö Fotbollförening, Malmö FF)는 1910년에 창단된 스웨덴 말뫼를 연고지로 하는 축구 클럽이다. 리그 우승 25회와 컵 대회 우승 15회의 기록을 보유하고 있으며 스웨덴에서 가장 성공한 축구 클럽 가운데 하나로 평가받고 있다.
1979년 유러피언컵 결승전에서 잉글랜드의 노팅엄 포레스트에 0-1로 패해 준우승을 차지했다. 스웨덴의 축구 클럽이 UEFA 챔피언스리그 결승전에 진출한 것은 현재까지 말뫼 FF가 유일하다.

## 성적

### 스웨덴 국내 대회

#### 리그
- 스웨덴 챔피언
  - 우승 24회 (1943–44, 1948–49, 1949–50, 1950–51, 1952–53, 1965, 1967, 1970, 1971, 1974, 1975, 1977, 1986, 1988, 2004, 2010, 2013, 2014, 2016, 2017, 2020, 2023, 2024)
- 알스벤스칸
  - 우승 19회 (1943–44, 1948–49, 1949–50, 1950–51, 1952–53, 1965, 1967, 1970, 1971, 1974, 1975, 1977, 1985, 1986, 1987, 1988, 1989, 2004, 2010, 2013, 2014, 2016, 2017)
  - 준우승 14회 (1945–46, 1947–48, 1951–52, 1955–56, 1956–57, 1964, 1968, 1969, 1976, 1978, 1980, 1983, 1996, 2002)
- 알스벤스칸 플레이오프
  - 우승 2회 (1986, 1988)
  - 준우승 2회 (1987, 1989)

#### 컵 대회
- 스웨덴 컵
  - 우승 14회 (1944, 1946, 1947, 1951, 1953, 1967, 1972–73, 1973–74, 1974–75, 1977–78, 1979–80, 1983–84, 1985–86, 1988–89)
  - 준우승 3회 (1945, 1970–71, 1995–96, 2015-2016, 2017-18)

### 유럽 대회
- 유러피언컵
  - 준우승 1회 (1978–79)

### 국제 대회
- 인터콘티넨털컵
  - 준우승 1회 (1979)

## 선수 명단

### 현역
참고: FIFA 자격 규정에 따라 소속된 국가대표팀 국기를 표시합니다. 선수는 복수의 FIFA 비회원국 국적을 가지고 있을 수 있습니다.
| 번호 | 포지션 | 국적 | 이름                  |
| ---- | ------ | ---- | --------------------- |
| 10   | MF     |      | 아네르스 크리스티안센 |

| 번호 | 포지션 | 국적 | 이름 |
| ---- | ------ | ---- | ---- |

## 역대 감독
| 감독         | 임기        |
| ------------ | ----------- |
| 로이 호지슨  | 1985 ~ 1989 |
| 욘 달 토마손 | 2020 ~ 2021 |